# Jasová
Jasová (in ungherese Jászfalu) è un comune della Slovacchia facente parte del distretto di Nové Zámky, nella regione di Nitra.